# Benthamia perfecunda
Benthamia perfecunda är en orkidéart som beskrevs av Joseph Marie Henry Alfred Perrier de la Bâthie. Benthamia perfecunda ingår i släktet Benthamia och familjen orkidéer. Inga underarter finns listade i Catalogue of Life.